# Amtsgericht Bad Kreuznach
Das Amtsgericht Bad Kreuznach ist ein Gericht der ordentlichen Gerichtsbarkeit in Rheinland-Pfalz mit Sitz in Bad Kreuznach.

## Gerichtssitz und -bezirk
Das Gericht hat seinen Sitz in Bad Kreuznach. Es gehört zum Landgerichtsbezirk Bad Kreuznach.
Der Gerichtsbezirk umfasst die Stadt Bad Kreuznach sowie die Verbandsgemeinden Bad Kreuznach, Langenlonsheim-Stromberg und Rüdesheim. Im Gerichtsbezirk leben ca. 115.000 Einwohner.

## Vorgeschichte
Nach der Annexion des Linken Rheinufer durch Frankreich entstand der Kanton Kreuznach im Département de Rhin-et-Moselle. Als erstinstanzliches Gericht wurde das Friedensgericht Kreuznach eingerichtet, dem das Tribunal erster Instanz Simmern übergeordnet war, siehe dazu Gerichtsorganisation des Linken Rheinufers. Auch nach dem Ende der Befreiungskriegen blieb das Friedensgericht (nun dem preußischen Landgericht Koblenz bzw. Kreisgericht Simmern nachgeordnet) bestehen.

## Geschichte
Mit dem Inkrafttreten des Deutschen Gerichtsverfassungsgesetzes wurde die reichsweit einheitliche Gerichtsstruktur umgesetzt.
An die Stelle der Friedensgerichte traten zum 1. Oktober 1879 preußische Amtsgerichte, darunter das Amtsgericht Kreuznach. Es war eines von 19 Amtsgerichten, die dem Landgericht Koblenz (damals noch Landgericht Coblenz geschrieben) nachgeordnet waren.
Der Gerichtsbezirk des Amtsgerichtes Stomberg umfasste den Kreis Kreuznach ohne die Gemeinden, die den Amtsgerichten Bad Sobernheim und Stromberg zugeordnet waren.
Am Amtsgericht waren zwei Richter tätig. Es war damit ein mittelgroßes Amtsgericht im Landgerichtsbezirk.
Im Zweiten Weltkrieg wurde das Amtsgericht Stromberg auf Anordnung des Oberlandesgerichts Köln vom 7. Juni 1943 als Zweigstelle des Amtsgerichts Bad Kreuznach geführt. Mit der Errichtung des Landes Rheinland-Pfalz am 30. August 1946 ist dieses Land Gerichtsträger des Amtsgerichts Stromberg. 1948 wurde es wieder ein selbständiges Gericht. Mit dem ersten Landesgesetz über die Verwaltungsvereinfachung im Lande Rheinland-Pfalz vom 28. Juli 1966 wurde das Amtsgericht Stromberg zum 31. Dezember 1966 aufgehoben und sein Sprengel dem Amtsgericht Bad Kreuznach zugeordnet. Es blieb noch bis zum 31. Juli 1967 Zweigstelle des Amtsgerichts Bad Kreuznach, danach endete die Tätigkeit.

## Gebäude

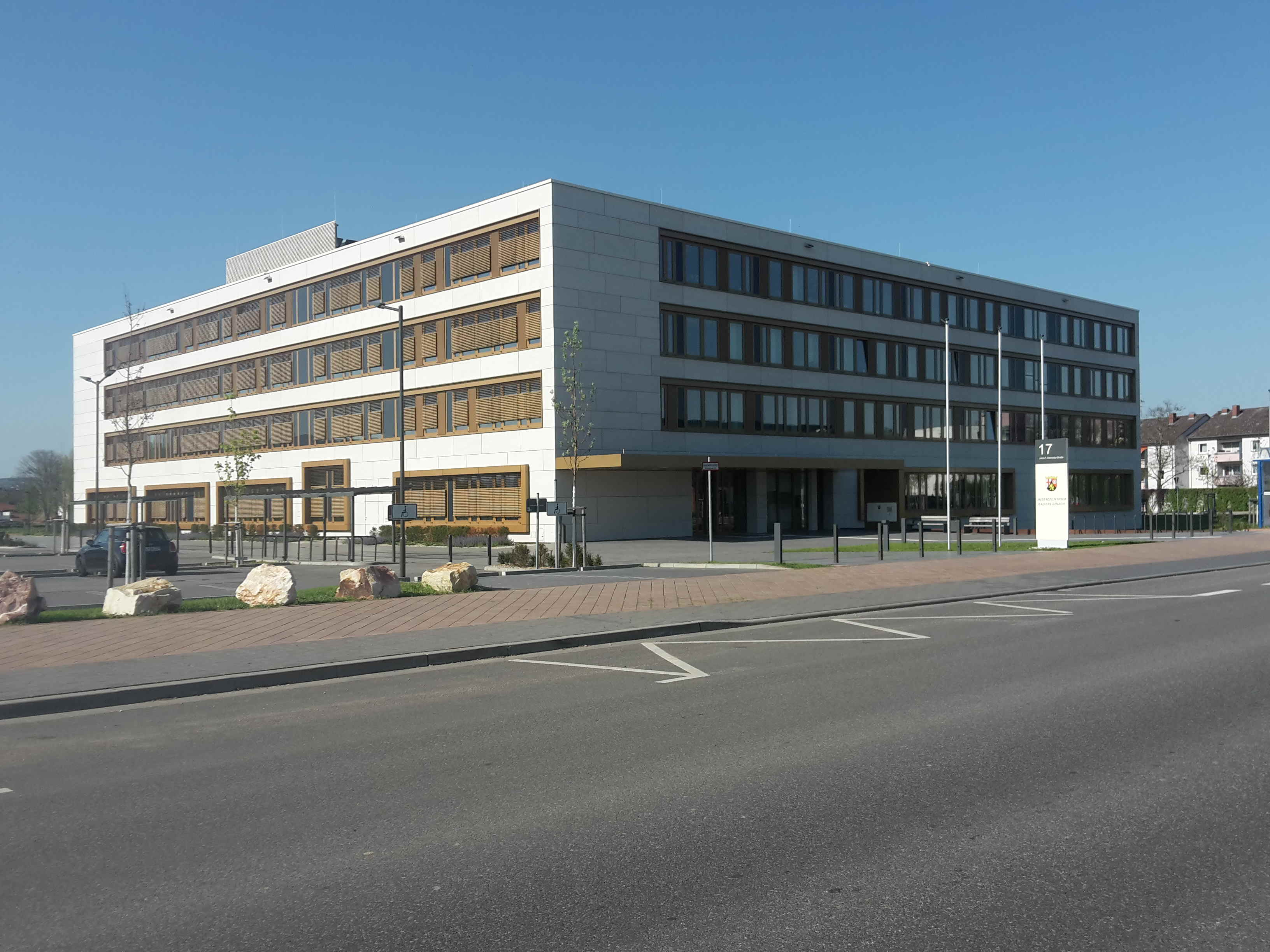
Neues Gerichtsgebäude in der John-F.-Kennedy-Straße

Das Gerichtsgebäude befand sich lange Zeit in der Ringstraße und befindet sich seit dem 25. September 2017 in der John-F.-Kennedy-Str. 17 in Bad Kreuznach.

## Zuständigkeit
Das Amtsgericht ist für alle Sachen zuständig, die bei einem Amtsgericht anhängig gemacht werden können und ist damit zugleich Zivilgericht, Familiengericht, Grundbuchamt, Betreuungsgericht, Mahngericht, Nachlassgericht und Registergericht.
Besondere Zuständigkeiten:
- In Insolvenz-, Zwangsversteigerungs-, Zwangsverwaltungs- und Landwirtschaftssachen ist das Amtsgericht Bad Kreuznach zusätzlich für die Gerichtsbezirke der Amtsgerichte Bad Sobernheim und Simmern/Hunsrück zuständig.
- Das Handels- und Vereinsregister wird am Amtsgericht Bad Kreuznach zusätzlich für die Gerichtsbezirke der Amtsgerichte Bad Sobernheim, Idar-Oberstein und Simmern/Hunsrück geführt.
- Haftsachen und beschleunigte Verfahren werden am Amtsgericht Bad Kreuznach zusätzlich für die Gerichtsbezirke der Amtsgerichte Bad Sobernheim, Idar-Oberstein und Simmern/Hunsrück geführt.
- Das Schöffengericht und Jugendschöffengericht am Amtsgericht Bad Kreuznach ist zusätzlich für den Gerichtsbezirk des Amtsgerichts Bad Sobernheim zuständig.

## Übergeordnete Gerichte
Dem Amtsgericht Bad Kreuznach ist das Landgericht Bad Kreuznach übergeordnet. Zuständiges Oberlandesgericht ist das Oberlandesgericht Koblenz.